# Kanton Évreux-Ouest
Der Kanton Évreux-Ouest war von 1982 bis 2015 ein französischer Wahlkreis im Arrondissement Évreux, im Département Eure und in der Region Haute-Normandie; sein Hauptort war Évreux. Vertreter im Generalrat des Départements war zuletzt von 1998 bis 2015 Gérard Silighini (PS).
Der Kanton Évreux-Ouest war 53 km² groß und hatte 19.118 Einwohner (Stand: 2012).

## Gemeinden
Der Kanton bestand aus fünf Gemeinden und einem Teil der Stadt Évreux (angegeben ist hier die Gesamteinwohnerzahl, im Kanton lebten etwa 10.000 Einwohner):
| Gemeinde                   | Einwohner Jahr | Fläche km² | Bevölkerungsdichte | Code INSEE | Postleitzahl |
| -------------------------- | -------------- | ---------- | ------------------ | ---------- | ------------ |
| Arnières-sur-Iton          | 1.565 (2013)   | 12,19      | 128 Einw./km²      | 27020      | 27180        |
| Aulnay-sur-Iton            | 726 (2013)     | 1,53       | 475 Einw./km²      | 27023      | 27180        |
| Caugé                      | 817 (2013)     | 11,61      | 70 Einw./km²       | 27132      | 27180        |
| Claville                   | 1.083 (2013)   | 17,66      | 61 Einw./km²       | 27161      | 27180        |
| Évreux                     | 49.722 (2013)  | –          | – Einw./km²        | 27229      | 27000        |
| Saint-Sébastien-de-Morsent | 5.167 (2013)   | 10,02      | 516 Einw./km²      | 27602      | 27180        |

## Bevölkerungsentwicklung
| 1990   | 1999   | 2006   | 2011   |
| ------ | ------ | ------ | ------ |
| 18.034 | 18.123 | 19.370 | 19.241 |